# Шедлер, Фридрих Карл Людвиг
Фридрих Карл Людвиг Шедлер (нем. Friedrich Karl Ludwig Schädler; 1813—1884) — немецкий естествоиспытатель и педагог.

## Биография
Фридрих Карл Людвиг Шедлер родился в 1813 году. Изучал естественные науки в Гиссенском университете.
В 1835—1838 гг. состоял ассистентом у Юстуса фон Либиха, затем путешествовал по Европе с научными целями; в 1842 году назначен преподавателем естествознания при гимназии в Вормсе и в 1854 году директором реального училища в Майнце. 
Из научных трудов Шедлера наибольшую известность получило его популярное издание «Das Buch der Natur» (2 т., Брауншвейг, 1846; 22-е изд., 1884), в котором дано краткое изложение познаний по всем отраслям естествознания. Этот труд был переведен почти на все европейские языки (перевод на русский язык Д. Панова: «Книга природы, или Энциклопедия естественных наук и т. д.», со многими дополнениями, Москва, 1855). Кроме этого, Фридрих Карл Людвиг Шедлер напечатал: «Chemie der Gegenwart» (1853) и «Atlas der chemischen Technik» (1873). 
Шедлер опубликовал также школьное издание книги Брема: «Thierleben» (3 т., 1867—69) и состоял сотрудником при составлении «Handbuch der Naturkunde» Вагнера и «Handwörterbuch der Chemie» Либиха.
Фридрих Карл Людвиг Шедлер умер в 1884 году.